# Terebellides longicaudatus
Terebellides longicaudatus är en ringmaskart som beskrevs av Hessle 1917. Terebellides longicaudatus ingår i släktet Terebellides och familjen Trichobranchidae. Inga underarter finns listade i Catalogue of Life.